# NGC 167
NGC 167은 고래자리에 있는 정상나선은하이다. 지구에서 약 1억 7,200만 광년 떨어져 있으며, 1886년 Francis Preserved Leavenworth에 의해 처음 발견되었다.

## 같이 보기
- NGC 1 ~ 999 목록